# Championnats d'Asie de tir à l'arc 2021
Navigation
Édition précédente Édition suivante
Les championnats d'Asie de tir à l'arc 2021 sont une compétition sportive de tir à l'arc qui est organisée en 2021 à Dacca, au Bangladesh. Il s'agit de la 22e édition des championnats d'Asie de tir à l'arc.

## Résultats

### Classique
| Épreuves          | Or                                                    | Argent                                                | Bronze                                                                |
| ----------------- | ----------------------------------------------------- | ----------------------------------------------------- | --------------------------------------------------------------------- |
| Individuel hommes | Lee Seung-yun                                         | Han Woo-tack                                          | Lee Woo-seok                                                          |
| Individuel femmes | Lim Hae-jin                                           | Ryoo Su-jung                                          | Jung Dasomi                                                           |
| Par équipe hommes | Corée du Sud Han Woo-tack Kim Pil-Joong Lee Seung-yun | Inde Pravin Ramesh Jadhav Kapil Part Sushant Salunkhe | Bangladesh Mohammad Hakim Ahmed Rubel Ram Krishna Saha Md Ruman Shana |
| Par équipe femmes | Corée du Sud Kim Hae-jin Oh Ye-jin Ryoo Su-jung       | Inde Ankita Bhakat Ridhi Madhu Vedwan                 | Bangladesh Nasrin Akter Beauty Ray Diya Siddique                      |
| Par équipe mixte  | Corée du Sud Ryoo Su-jung Lee Seung-yun               | Bangladesh Diya Siddique Mohammad Hakim Ahmed Rubel   | Inde Ankita Bhakat Kapil                                              |

### À poulie
| Épreuves          | Or                                                  | Argent                                                        | Bronze                                                     |
| ----------------- | --------------------------------------------------- | ------------------------------------------------------------- | ---------------------------------------------------------- |
| Individuel hommes | Kim Jong-ho                                         | Abhishek Verma                                                | Sergey Khristich                                           |
| Individuel femmes | Jyothi Surekha Vennam                               | Oh Yoo-hyun                                                   | Kim Yun-hee                                                |
| Par équipe hommes | Corée du Sud Choi Yong-hee Kim Jong-ho Yang Jae-won | Kazakhstan Akbarali Karabayev Sergey Khristich Andrey Tyutyun | Inde Aman Saini Abhishek Verma Rishabh Yadav               |
| Par équipe femmes | Corée du Sud Kim Yun-hee Oh Yoo-hyun Song Yun-soo   | Iran Geesa Bybordy Raheleh Farsi Kosar Khoshnoudikia          | Kazakhstan Viktoriya Lyan Diana Makarchuk Roxana Yunussova |
| Par équipe mixte  | Corée du Sud Kim Yun-hee Choi Yong-hee              | Inde Jyothi Surekha Vennam Rishabh Yadav                      | Iran Geesa Bybordy Amir Kazempour                          |

### Tableau des médailles
| Rang  | Nation       | Or | Argent | Bronze | Total |
| ----- | ------------ | -- | ------ | ------ | ----- |
| 1     | Corée du Sud | 9  | 3      | 3      | 15    |
| 2     | Inde         | 1  | 4      | 2      | 7     |
| 3     | Bangladesh   | 0  | 1      | 2      | 3     |
| 3     | Kazakhstan   | 0  | 1      | 2      | 3     |
| 5     | Iran         | 0  | 1      | 1      | 2     |
| Total | Total        | 10 | 10     | 10     | 30    |